# 일수 (신분)
일수(日守)는 조선시대 양인 신분이지만, 천한 역을 담당하는 신량역천직 중 하나로 지방 관아 속한 사령 또는 문졸을 말한다. 이 일수는 칠반천역에 속한다. 주로 관아의 형사 사건의 잡무를 담당하였다.